# Astonishing Panorama of the Endtimes
«Astonishing Panorama of the Endtimes» — промо-сингл гурту Marilyn Manson, який також є єдиним окремком із саундтреку до пластилінового телешоу Зіркова м'ясорубка. У 2001 пісня претендувала на Ґреммі у номінації «Найкраще метал виконання», проте переможцем стала композиція гурту Deftones «Elite».

## Інформація про пісню
Канал MTV попросив Менсона, який став запрошеним гостем шоу Зірковій м'ясорубці, написати про нього пісню. Трек розповідає про людську одержимість насиллям та про те, який вплив має телебачення на них. На думку автора, ці теми якнайкраще підходили сатирі суспільства, присутній у передачі.
Ближче під кінець пісні повторюються слова «This is what you should fear, you are what you should fear» з треку «Kinderfeld» з другого студійного альбому Antichrist Superstar.
Автор слів: Мерілін Менсон. Композитори: Твіґґі Рамірез та Джон 5. Пісня багато в чому стилістично схожа (зокрема манерою вокалу та гітарними рифами) на класичну композицію гурту Ministry «Burning Inside», видану в 1989.

## Відеокліп
Режисер: Ерік Фоґел. У відео пластиліновий персонаж Менсона з шоу «Зіркова м'ясорубка» разом з гуртом виступає на арені для битви насмерть. Першу частину кліпу використали в епізоді «Fandemonium II» перед боєм між фронтменом та Рікі Мартіном.

## Список пісень
1. «Astonishing Panorama of the Endtimes» (Clean Edit) (a.k.a Kill Your God) — 3:31
2. «Astonishing Panorama of the Endtimes» (Original Version) — 3:59